# 体育馆 (古希腊)
“也许所有娱乐中最引人入胜的是海战演习。第一次演习在公元前46年，恺撒为此挖掘一个人工湖，2000名水兵和6000名划桨手加入了战斗。后来圆形竞技场有时因这些事件而淹没。最野蛮的一次海战演习是公元52年庆祝引水管道的完成。当时有19,000人参加战斗，许多人死亡

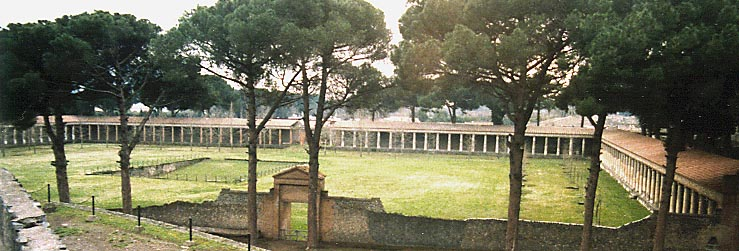
从顶部俯瞰庞培体育馆。中左部较低处灌上水，用于游泳训练。海战演习在灌水的场地或场中特别开挖的池塘中进行。以下为奥斯卡·布洛克特在其《戏剧的历史》（1987年第5版）第70页的描述 “也许所有娱乐中最引人入胜的是海战演习。第一次演习在公元前46年，恺撒为此挖掘一个人工湖，2000名水兵和6000名划桨手加入了战斗。后来圆形竞技场有时因这些事件而淹没。最野蛮的一次海战演习是公元52年庆祝引水管道的完成。当时有19,000人参加战斗，许多人死亡右侧是一排碳化的树桩（部分被一根树干遮挡），是角力学校的一部分，毁于公元79年的火山爆发。在这些和柱廊之间是晚近补种的一排小树。

古希腊的体育馆（γυμνάσιον）是训练公共竞赛中的竞赛者的设施，也是进行社会化和从事智力辩论的地方。该词来源于希腊语的“裸体”一词，意为运动员裸体参赛，以鼓励对男性身体的审美欣赏，并奉献给诸神。一些早期的僭主担心体育馆促使竞赛者之间的性欲，具有政治颠覆性。体育馆和角力学校处于赫剌克勒斯、赫耳墨斯，以及雅典的忒修斯的保护之下。

## 语源
希腊语的体育馆一词来源于形容词“赤裸的”（γυμνός），而相关的动词“体育锻炼”（γυμνάζειν）也意味着裸体训练。因此体育馆这个词意为“裸体的地方”。在历史上，体育馆用于训练、公众洗浴和哲学辩论。体育馆中用于摔跤、拳击和球类运动的部分称为角力学校。

## 古希腊体育馆的组织
体育馆是一种公共机构（私立学校），男孩们在那里接受体育训练。其组织和建筑的设计都适合于这一目的，虽然体育馆也用于其它目的。

### 起源、规则和风俗

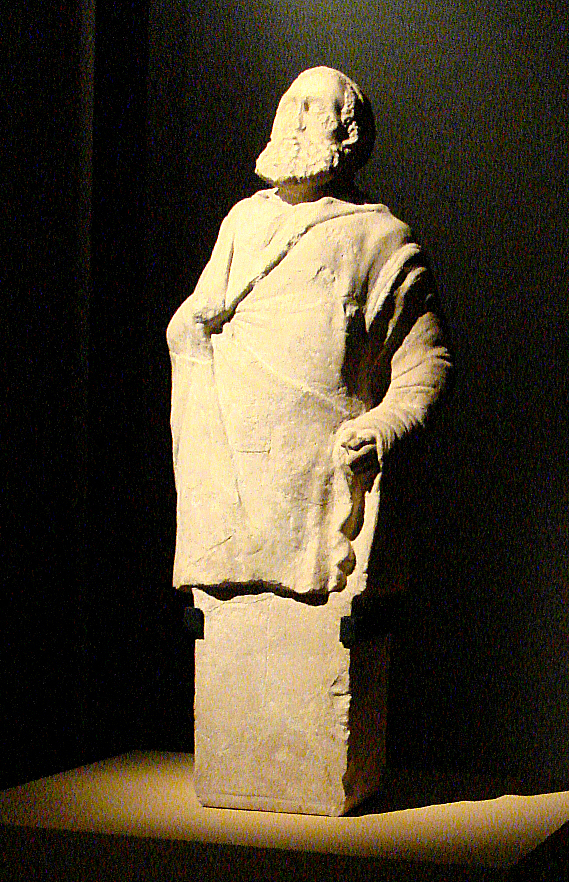
一尊老人雕塑，据认为是体育馆的主人。他右手持一根长棍。阿富汗阿伊-哈努姆，公元前2世纪

体育馆显示训练和竞赛从极早期就成为希腊人社会生活和精神生活的一部分。举行竞赛是为了崇拜神和英雄，有时作为节庆或首领葬礼仪式的一部分。自由活跃的希腊生活方式（长时间在户外度过）强化了对这些运动的依恋，一段时间以后，竞赛成为希腊文化中的显著要素。在宗教性的体育竞赛的获胜者，除了一顶花冠外并无其他的物质奖励，但是赢得了荣誉和市民的尊敬。大型比赛竞赛者的训练是公众关注的事情，由城邦提供专门的建筑为此用途，并由官员专门负责管理。在大型宗教节日时获得的胜利，被认为是整个城邦的荣耀。
雅典体育馆的规则由保萨尼亚斯到忒修斯制定。梭伦按项目制定了一些规则，到克里斯提尼的时期成为可行的管理体系。体育训练的起源无法查证，但是裸体训练的习惯开始于公元前7世纪初。据信这种风俗开始于斯巴达，各种理论发展起来，通常认为这一风俗的主要原因是对男性身体的色情化。身体涂油这一代价昂贵的传统也解释为同一原因。
迷恋男性身体的美，反映了裸体运动，并用橄榄油装饰身体的习惯，与教育制度中的古希腊孌童喜好。这种体育─男人与少男之爱的组合开始于公元前7世纪初的斯巴达的Άγωγή，很快传播到其他城邦。这一体育馆文化的关联由柏拉图所证实，指出那些“特别鼓励使用体育馆”的城邦都以其孌童喜好的传统著称。

### 雅典的机构
在雅典，每年从10个部落中任命10名“体育官”，这些官员轮流担任某一项工作，他们负责照管为公众比赛而进行的个人训练，在雅典的节日管理竞赛，对竞赛道德进行全面监督 ，以及装饰和维护体育馆。这一职责是众多的日常公共事务之一，开支浩大。组织结构中，在他们之下是10名sophronistae负责观察年轻人的行为，特别是参加竞赛者的行为。
Paedotribae和gymnastae负责教导各种体育训练的方法，以及为年轻人选择合适的运动项目。gymnastae还要负责监测学生的体格，为患病者开处方。aleiptae为年轻人的身体涂油，并刮去身体上的灰尘，担任外科医生，并执行处方。根据盖伦的记载，还存在一位专门在球类运动中担任指导的教师。

### 建筑
典型的体育馆是一座大型建筑，包括各种运动的场地以及运动场、角力学校、浴室、在坏天气时进行训练的外部柱廊，哲学家和其他学者在柱廊进行公开演讲、举行辩论。所有雅典的体育馆都位于城墙以外，因为它们需要大量的建筑空间。

## 发展与遗产

### 历史发展
古希腊体育馆很快成为进行其他活动的地方。这一发展使得希腊人公认，在运动、教育和健康之间存在坚固的联系。因此，体育馆在一方面与教育相关联，另一方面又与医学相关联。体育训练、保持健康和力量是儿童早期教育的首要部分。除了将时间用于学习文字和音乐之外，男孩的教育是在体育馆接受单独引导，在那里不仅进行体育教学，而且接受道德和伦理教育。当学生长大后，非正式谈话等社会形式取代了制度化的、系统的学科教育。哲学家和诡辩家经常聚集在体育馆，进行谈话和演讲；因此这一机构不仅成为进行体育锻炼的地点，也成为那些对随兴的智力辩论感兴趣者的胜地。
在雅典有3个大型公共体育馆：阿加德米（Ἀκαδημία）、吕克昂（Λύκειον）和“快犬”（Κυνόσαργες），每一座都奉献给一位神，用其雕像装饰建筑。每一座体育馆都因为与一个著名的哲学学派相关而著名。安提西尼（Ἀντισθένης）在“快犬”建立了一所学校，有人认为犬儒学派的名称就来源于此；柏拉图在阿加德米建立了一所以该地命名的学校，使这座体育馆又出名了数百年；，亚里斯多德在吕克昂建立了一所学校，也以那所体育馆命名。
柏拉图在《理想国》和《法律篇》中，认为体育馆是教育的重要部分。诡辩家普罗迪科斯（Πρόδικος）首先指出体育馆与健康之间的联系。他发现体育训练有益于他虚弱的体质，阐明了一种广为接受的方法，后来又由希波克拉底加以改进。盖伦也非常强调要经常、正确地使用体育馆。其他古希腊医学著作也指出某些专门的训练可以治愈某些疾病，显示希腊人对健康问题认识的程度。今天的专家通常也会做出同样的建议。

### 古典遗产
希腊体育馆从未在罗马人中流行，罗马人相信男孩在体育馆训练会滋生闲懒和不道德，对于军国主义只有很少的用途（不过斯巴达的体育馆训练得到较高评价，因为其鼓励尚武风气，增强使用武器所需要的体力，保证忍耐艰苦所需的坚韧性）。在罗马共和国，在战神广场的竞赛、军营生活、强行军和其它战争的艰苦取代了希腊人的体育训练。罗马的第一座公共体育馆由尼禄建造，后来康茂德又建造了另一座。
在中世纪，马上枪术、马术和各种野外运动流行起来，而与希腊体育馆相关的系统的体育训练受到忽视。通常也不再相信专门的训练具有希波克拉底和盖伦所宣称的疗效。